# Đỗ Anh Vũ
Đỗ Anh Vũ (chữ Hán: 杜英武, 1113 - 20 tháng 1, 1159) là một quyền thần dưới thời nhà Lý trong lịch sử Việt Nam. Ông phò tá Lý Thần Tông và làm phụ chính dưới triều Lý Anh Tông, khi vị Hoàng đế này lên ngôi lúc còn nhỏ tuổi, đương thời được tôn là Việt quốc Lý Thái úy (越國李太尉).
Ông là một vị đại thần gây nhiều tranh cãi, được nhắc đến bên cạnh Việt quốc công Lý Thường Kiệt, không chỉ vì vai trò trong triều đình mà còn vì thân phụ của ông có quan hệ cậu cháu với Lý Thường Kiệt. Tương truyền, ông có quan hệ với Linh Chiếu Thái hậu, mẹ của Anh Tông và là người giữ vai trò nhiếp chính khi ấy, và việc này khiến cho cung đình nhà Lý xảy ra một cuộc nội loạn gây nhiều tổn hại trong chính quyền triều đình.

## Thân thế
Theo Từ điển bách khoa toàn thư Việt Nam, Đỗ Anh Vũ sinh năm 1113 ở Hồng Châu (nay thuộc Hải Dương). Theo văn bia trên bia mộ của Đỗ Anh Vũ tại làng Yên Lạc (tức Khoái Châu, tỉnh Hưng Yên), Đỗ Anh Vũ có biểu tự là Quán Thế (冠世), tổ tiên bên ngoại là họ Quách ở Lũng Tây, Trung Quốc. Cha của Đỗ Anh Vũ là Đỗ Tướng (杜相), gọi Thái úy Lý Thường Kiệt là cậu ruột. Đỗ Anh Vũ có một người chị (hoặc em) gái ruột tên là Quỳnh Anh, về sau được gả cho quan Thị trung họ Phạm; rất có thể đó chính là Chiêu Hiến Hoàng hậu Đỗ thị, chính thất của Sùng Hiền hầu và là mẹ của Hoàng đế Lý Thần Tông.
Ông có người anh họ làm Quan Thị trung, có hai người con gái đều được hầu Lý Anh Tông. Người chị không rõ tên, người em tên là Đỗ Thụy Châu, về sau sinh Hoàng tử Thiên Bảo (1154) và các hoàng tử, trong đó có Hoàng lục tử Lý Long Cán, về sau lên ngôi là Lý Cao Tông.
Ông có người vợ họ Tô, không rõ tên, là họ hàng với Tô Hiến Thành.

## Đại thần nhà Lý

### Phò trợ Hoàng đế
Theo Khâm định Việt sử thông giám cương mục, Đỗ Anh Vũ có ngoại hình đẹp đẽ, múa khéo, hát hay. Năm lên 8 tuổi, ông được tuyển làm Thượng lâm tử đệ trong cung. Năm 15 tuổi, ông được Thái sư Trương Bá Ngọc nhận làm con nuôi. Năm 16 tuổi, Lý Thần Tông cho ông vào nội cung, hầu trong màn trướng. Khi gặp Đỗ Anh Vũ, Cảm Thánh phu nhân Lê thị, vợ của Lý Thần Tông đã phải lòng. Các việc chính sự ở trong cung cấm và việc xây dựng của thợ thuyền, Thần Tông đều ủy thác cho ông cả. Đến như các phép viết chữ, tính toán, bắn cung, cưỡi ngựa, thuốc men, kinh mạch, không nghề nào là Đỗ Anh Vũ không tinh thông; đến như việc bói toán, binh pháp, chơi bài, đánh cờ, không việc nào là ông không nghiên cứu. Có thể bảo là "người quân tử không phải một đồ vật" vậy.
Năm 1135, Thần Tông cử ông theo Thái phó Lý Công Bình đi đánh dẹp quân Chân Lạp ở phía Nam châu Nghệ An.
Năm 1136, ông được cử đi dẹp quân Sơn Liêu, vì cậy chỗ hiểm trở mà nhiều năm không cống nạp. Thần Tông sai ông cùng các tướng đem quân đi đánh, nhưng chỉ riêng Đỗ Anh Vũ là người chiến thắng liên tiếp, vì thế người người đều trổ hết sức mạnh để đánh giặc. Từ đó về sau, triều đình đều ủy thác cho ông cả.
Năm 1137, tháng 9, Thần Tông Hoàng đế băng hà. Trước đó, Hoàng đế rửa mặt xong, ngồi tựa vào ghế mà dặn Đỗ Anh Vũ rằng: "Chỉ có khanh là người có thể gởi gắm họ Lý được thôi". Sau khi Thần Tông thăng hà, Đỗ Anh Vũ cùng Linh Chiếu Hoàng thái hậu rước Anh Tông từ Thượng Thanh để trở về cung lên ngôi. Đỗ Anh Vũ chấn chỉnh triều cương, trăm quan khép mình mà nghe lệnh; sửa sang chính trị. Hoàng thái hậu thấy Thái úy có nhiều công lao, có lòng trung tiết, bèn thăng chức Đỗ Anh Vũ lên chức Kiểm hiệu Thái phó.
Năm 1138, Đỗ Anh Vũ được phong làm Phụ quốc Thái úy và được ban quốc tính. Vì vậy có tài liệu chép tên ông là Lý Anh Vũ. Cùng trong năm đó Thân Lợi tự xưng là con của Lý Nhân Tông, chiếm cứ châu Thượng Nguyên để làm phản, thủ hạ đông hơn 1000 người. Quan Gián nghị Đại phu Lưu Vũ Xứng được lệnh đi dẹp nhưng bị Thân Lợi đánh bại.
Thân Lợi kéo binh ra chiếm cứ châu Tây Nùng, đánh phá phủ Phú Lương, sắp tiến về kinh thành Thăng Long. Thái úy là Đỗ Anh Vũ được lệnh đi đánh. Ông đem quân đến Quảng Dịch thì đụng độ với quân Thân Lợi. Hai bên đánh nhau dữ dội. Quân Thân Lợi thua to, bị chết rất nhiều. Thân Lợi phải chạy trốn ở châu Long Lệnh.
Đỗ Anh Vũ tiến đánh châu Long Lệnh, phá hủy châu, bắt được hơn 2000 người. Thân Lợi chạy trốn đến Lạng Châu, bị Tô Hiến Thành bắt được đưa về kinh sư xử chém.
Đại Việt sử lược chép vụ việc xảy ra năm 1139, Đại Việt sử ký toàn thư và Khâm định Việt sử thông giám cương mục ghi vụ việc năm 1141.

### Tranh giành quyền lực

#### Với Vũ Đái
Do vua Anh Tông còn nhỏ, Đỗ Anh Vũ được ủy thác quyết đoán mọi việc trong triều. Năm 1140, ông được thăng chức Cung điện lệnh chi nội ngoại sư. Ông cầm quyền lớn và tỏ ý kiêu ngạo trước triều đình, nhiều người bị chèn ép không dám nói. Ông lại vào cung tư thông với Linh Chiếu Thái hậu.
Trong triều nhiều người bất bình. Trí Minh vương cùng Phò mã Dương Tự Minh, Điện tiền Chỉ huy sứ Vũ Đái đốc xuất quân sĩ kéo đến ngoài cửa Việt Thành kể tội ông chuyên quyền và tư thông với thái hậu rồi xông vào bắt Anh Vũ giam lại ở hiên Cụ Thánh. Lê Thái hậu sai người đưa cơm rượu vào cho Đỗ Anh Vũ và ngầm để vàng trong cơm để ông hối lộ Vũ Đái.
Viên Hỏa đầu ở đô Cụ Thánh là Nguyễn Dương khuyên phe Vũ Đái không nên nhận vàng mà nên giết luôn Đỗ Anh Vũ trừ hậu họa nhưng Vũ Đái không nghe. Dương bèn đi tự vẫn. Vua Anh Tông không giết Đỗ Anh Vũ nhưng xử tội đồ làm điền hoành, tức là tá điền phải đi cày ruộng công của triều đình.
Lê Thái hậu nghĩ cách giúp Anh Vũ được trở lại như cũ, nên thường mở hội to, tha tội nhân, mong Anh Vũ cũng được dự ân xá. Anh Vũ vì nhiều lần được ân xá được khỏi tội. Lê Thái hậu khuyên vua Anh Tông phục chức cho ông. Anh Tông bằng lòng phục chức phụ chính cho Đỗ Anh Vũ, ông được trọng dụng trở lại. Để báo thù, ông tự lập ra đội quân hơn 100 người gọi là Phụng vệ đô, nếu có người phạm tội nào thì giao hết cho Phụng vệ đô bắt giữ.
Sau đó ông bí mật tâu với vua Anh Tông ra lệnh cho Phụng Vệ đô bắt những người cùng phe Vũ Đái giao xuống hàng quan lại ở dưới làm án trừng trị. Anh Tông nghe theo, hạ chiếu giáng Trí Minh Vương làm tước hầu, các Hỏa đầu gồm 8 người bị đem chém ở chợ Tây, Điện tiền chỉ huy sứ Vũ Đái 20 người thì đem chém ở Giang Đầu, Phò mã Dương Tự Minh 30 người bị đày lên vùng nước độc. Số còn lại đều bị giáng chức làm khao giáp và điền hoành.
Thời điểm xảy ra vụ việc này được sử sách ghi chép không thống nhất. Đại Việt sử lược chép sự việc này năm 1148, còn Đại Việt sử ký toàn thư và Khâm định Việt sử thông giám cương mục chép năm 1150.

#### Với tông thất nhà Lý
Theo nghiên cứu của các nhà sử học Hàn Quốc và Việt Nam, khi vua Lý Thần Tông qua đời, thái tử Lý Thiên Tộ mới 3 tuổi, triều thần muốn tôn Kiến Hải vương Lý Dương Côn - một người con nuôi khác của Lý Nhân Tông, vốn là con đẻ của Thành Quảng hầu - lên nối ngôi. Nhưng lúc đó Lê hậu mẹ Thái tử Thiên Tộ dựa vào Đỗ Anh Vũ giúp đỡ. Anh Vũ nắm binh quyền, đã loại hết các địch thủ của Thái tử Thiên Tộ, nên Thiên Tộ được đưa lên ngôi vua (là Lý Anh Tông). Nhờ công Đỗ Anh Vũ mà họ Lý có người hoàng tộc nối dõi. Cũng vì phò tá cho Thái tử nhỏ tuổi lên ngôi mà ông buộc phải đắc tội với không it quan lại, trong đó có Vũ Đái, Trí Minh vương.
Năm 1150, cùng thời điểm Vũ Đái bị thanh trừng và Trí Minh vương bị giáng tước hầu, Kiến Hải vương Lý Dương Côn đang là Đô đốc thủy quân, bèn đem gia tộc xuống chiến thuyền chạy sang Cao Ly, định cư ở vùng Tinh Thiện (Cao Ly) và làm quan ở nước Cao Ly, trở thành tổ họ Lý Tinh Thiện tiếp tục phục vụ nước này trong nhiều thế hệ sau đó.
Xét công của Đỗ Anh Vũ với nhà Lý có thể thấy trong bối cảnh loạn lạc, vua còn nhỏ tuổi, ông đã dám xả thân, chịu nhiều oan ức để đứng ra bảo vệ vương triều nhà Lý, giúp nhà Lý giữ thế cân bằng để tiếp tục truyền ngôi cho các thế hệ tiếp theo.

#### Với Nguyễn Quốc Dĩ
Tháng 5 năm 1158, Tả Ty là Nguyễn Quốc Dĩ đi sứ nhà Tống về, khuyên vua Anh Tông làm theo nhà Tống, đặt hòm bằng đồng ở triều đình dùng để thu lấy những văn thư kiến nghị của mọi người. Vua Anh Tông nghe theo. Chỉ trong 10 ngày văn thư đã đầy hòm, trong đó có thư nặc danh nói rằng Anh Vũ sắp làm phản. Anh Vũ nghe tin nổi giận, cho rằng do lỗi của Nguyễn Quốc Dĩ bày ra việc đặt hòm, nên gièm pha với vua Anh Tông xử tội Quốc Dĩ.
Vua Anh Tông nghe theo, bèn sai bắt Nguyễn Quốc Dĩ và người em trai là Nguyễn Nghi giao xuống cho quan lại trị tội làm việc vu cáo. Kết quả Nguyễn Quốc Dĩ bị lưu đày ở trại Qui Hóa (Thanh Hóa). Chưa được bao lâu thì vua Anh Tông muốn gọi Quốc Dĩ về. Đỗ Anh Vũ bèn sai người đem rượu độc đến cho Quốc Dĩ và nói rằng:
Uống thuốc này thì có thể tiêu trừ được chướng khí.
Nguyễn Quốc Dĩ biết không thể thoát, bèn uống rượu độc mà chết.

## Được thờ làm thần
Đỗ Anh Vũ qua đời ngày 20 tháng 9 năm Kỷ Mão, tức năm 1159. Ông làm phụ chính Triều Lý trong 22 năm, hưởng thọ 46 tuổi.
Ông được triều đình truy phong "Suy trung Hiệp mưu Bảo tiết Thủ chính Tả Lý Dực đái công thần; Thủ Thượng thư lệnh, Khai phủ nghị đồng tam ti; Nhập nội Nội thị tỉnh đô đô trị, Kiểm hiệu Thái úy, kiêm Ngự sử đại phu, Dao thụ chư trấn Tiết độ sứ, Đồng trung thư, Minh chính Bình chương sự, Thượng trụ quốc, Thiên tử tính, Đặc tiến phụ quốc Thượng tướng quân, Nguyên soái Đại Đô thống". Đám tang do đích thân Tô Hiến Thành làm chủ lễ.
Tại quê hương, ông được thờ như Thành hoàng, và thường được gọi là Đức Thánh Lác.
Văn bia của ông hiện vẫn đang lưu giữ tại Đền thờ An Lạc, xã Đồng Tiến, huyện Khoái Châu, tỉnh Hưng Yên. Văn bia mô tả công đức của ông đối với triều đình nhà Lý. Trên tấm bia có ghi rõ ông là một người khẳng khái, cả đời trong sạch liêm chính, luôn tỏ rõ một lòng trung thành với vua Lý. Văn bia khắc vào thời Lê Trung Hưng (1533 - 1789), văn tự khắc trên tấm bia bằng chữ Hán cổ, được soạn tỉ mỉ và tuân theo thể văn Gối hạc - Tứ tuyệt.
Ngoài 2 tấm bia đá, một tấm còn nguyên vẹn, một tấm hiện bị vỡ thành 4 mảnh thì trong đền An Lạc thờ Đỗ Anh Vũ còn có bức hoành phi sơn son thếp vàng mô tả rõ việc an táng ông. Việc an táng được yêu cầu đào sâu chôn chặt và tuân theo quy luật Cửu Trù.
Các tấm bia và bức hoành phi hiện đang lưu giữ tại Đền An Lạc là minh chức phản bác lại những gì được ghi trong Đại Việt sử ký toàn thư (1697). Khâm định sử Việt thông giám cương mục (1856 - 1884) là bộ sử thời sau, nhiều phần chép lại từ Đại Việt sử ký toàn thư nên xét ra tuy 2 bộ sử nhưng là 1.

## Nhận định
Đại Việt sử ký toàn thư ghi lại ý kiến của sử gia Lê Văn Hưu về Đỗ Anh Vũ như sau:
"Đỗ Anh Vũ ra vào cấm đình, tư thông với mẫu hậu, không tội gì to bằng."
Sử gia Ngô Sĩ Liên cũng đánh giá Đỗ Anh Vũ "là kẻ đại ác".